# Big Lake (Alaska)
Big Lake – jednostka osadnicza w Stanach Zjednoczonych, w stanie Alaska, w okręgu Matanuska-Susitna.